# 삼성 갤럭시 탭 A 10.1
삼성 갤럭시 탭 A 10.1(Samsung GALAXY Tab A 10.1)는 삼성전자가 제조/판매하는 안드로이드 태블릿 컴퓨터로, 삼성 갤럭시 탭 S 10.5의 후속 제품이다.

## 같이 보기
- 삼성 갤럭시 탭 S 10.5
- 삼성 갤럭시 탭 A 8.0
- 삼성 갤럭시 탭 A 9.7